# Dienòfil

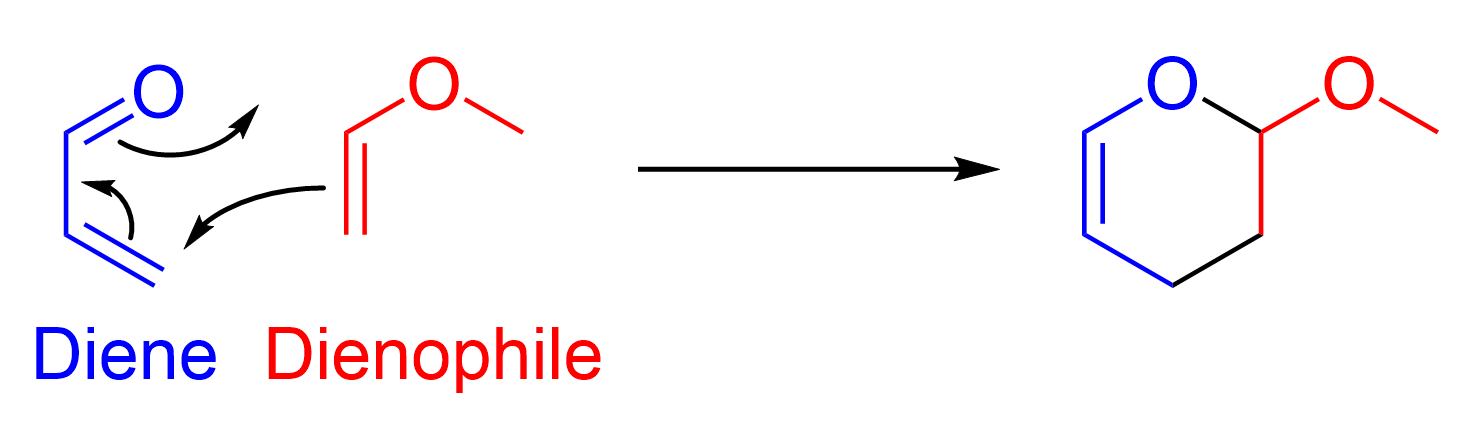
Diè i dienòfil en una reacció de cicloaddició de Diels-Alder.

Un dienòfil és un compost químic amb un o més enllaços múltiples que reacciona amb un diè conjugat en la reacció de cicloaddició de Diels-Alder.
El mot «dienòfil» és una paraula composta de «diè», alquè amb dos dobles enllaços, la partícula «-no-» i «-fil», forma sufixada del mot grec φιλο- philo-, -φιλος -philos, que significa ‘amic’, ‘amant’. Per tant, un dienòfil és un compost que se sent atret pels composts que presenten dobles enllaços conjugats i que reacciona amb ells.

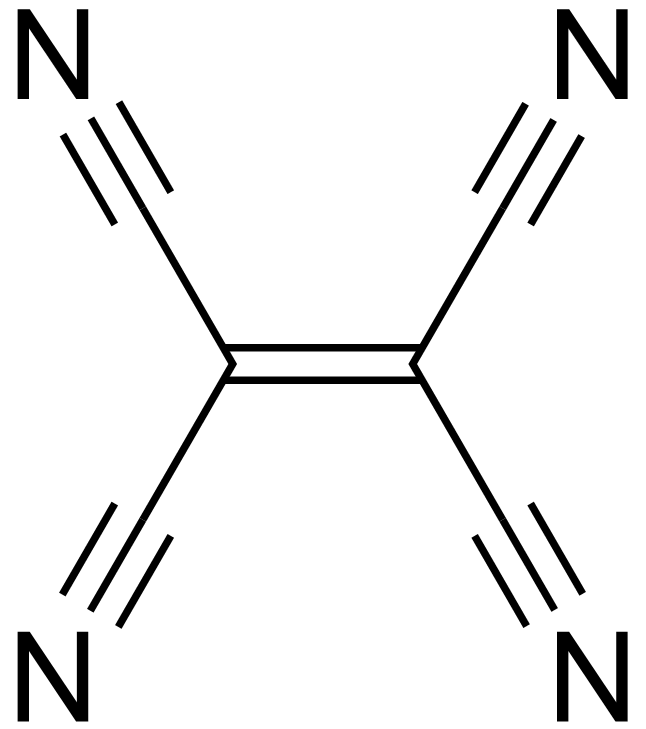
Tetracianoetilè.
Crotonaldehid.
Àcid cinnàmic.
Anhídrid maleic.

Els dienòfils generalment són alquens amb grups substituents electroatraients (carbonil {\displaystyle {\ce {CO}}}, carboxi {\displaystyle {\ce {-CO2R}}}, cianur {\displaystyle {\ce {-CN}}} o nitro {\displaystyle {\ce {-NO2}}}) que tenen els seus dobles enllaços amb conjugació amb el doble enllaç de l'alquè. Són exemples de dienòfils el tetracianoetilè {\displaystyle {\ce {(CN)2C=C(CN)2}}}, el crotonaldehid {\displaystyle {\ce {CH3CH=CHCHO}}}, l'àcid cinnàmic {\displaystyle {\ce {C6H5CH=CHCOOH}}}, el maleat de dimetil {\displaystyle {\ce {MeOOCCH=CHCOOMe}}} i anhídrid maleic.